# Saint-Maixant (Gironde)
Saint-Maixant is een gemeente in het Franse departement Gironde (regio Nouvelle-Aquitaine). De plaats maakt deel uit van het arrondissement Langon. Saint-Maixant telde op 1 januari 2022 2.046 inwoners.

## Geografie
De oppervlakte van Saint-Maixant bedroeg op 1 januari 2022 7,68 vierkante kilometer; de bevolkingsdichtheid was toen 266,4 inwoners per km².

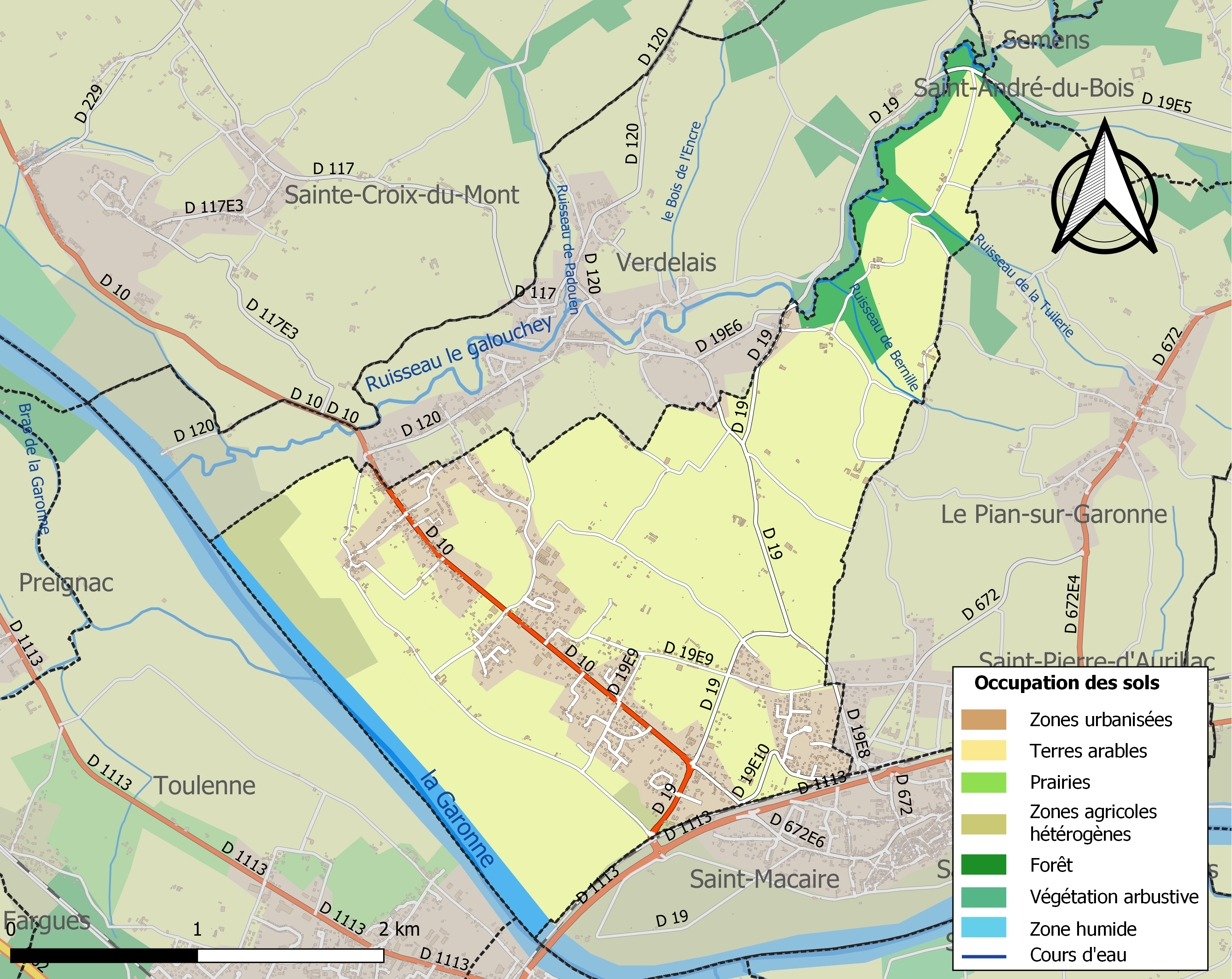
Kaart van de gemeente met belangrijkste infrastructuur, bodemgebruik en omliggende gemeenten

## Demografie
Onderstaande figuur toont het verloop van het inwonertal (bron: INSEE-tellingen).